# La Maison von Kummerveldt
 (juillet 2024).
Production
Diffusion
La Maison von Kummerveldt est une mini-série allemande de six épisodes.

## Synopsis
Luise von Kummerveldt veut devenir célèbre en tant qu'écrivaine et travaille assidûment sur son premier manuscrit.

## Distribution
- Milena Straube : Luise von Kummerveldt
- Marcel Becker-Neu : Veit von Kummerveldt
- Leonie Rainer : Ida von Kummerveldt
- Michael Goldberg : le Baron von Kummerveldt
- Wolf Danny Homann : Dr. Ernst Büchner
- Fabian Nolte : Hermann-Josef, le valet
- Justine Hauer : Mademoiselle Racket
- Rosa Lembeck : Mademoiselle Karla
- Marianne Lorei : Madame Stöver, la cuisière
- Manuel Talaricao : le Comte von Mogge

## Production
Le tournage d'épisodes pilotes s'est déroulé de juin à juillet 2019 dans le pays de Münster,. La première a eu lieu le 21 janvier 2020 au festival Max Ophüls à Sarrebruck. Un autre tournage a suivi en 2022. La mini-série a été diffusé sur Arte.tv, la plateforme de la chaîne culturelle franco-allemande Arte, le 6 juillet 2023.

### Fiche technique
- Titre français : La Maison von Kummerveldt
- Titre original : Haus Kummerveldt
- Production : Lotte Ruf, Mark Lorei, Tobias Lohf, Marc Schießer
- Sociétés de production : Goldstoff Filme, Outside the Club
- Coproduction : Daniel Hehn (pour Filmewerkstatt Münster), Arte, ZDF, WDR
- Réalisation : Mark Lorei
- Création : Mark Lorei
- Scénario : Charlotte Krafft, Cécil Joyce Röski
- Musique : Max Walter, Marcel Becker-Neu
- Costumes : Emily Schumann
- Photographie : Henning Wirtz
- Son : Kai Czerwonka
- Montage : Jana Stallein
- Maquillage : Carlotta Cécile Whan
- Pays de production :  Allemagne
- Langue originale : Allemand
- Format : couleur
- Nombre de saisons : 1
- Nombre d'épisodes, : 6
- Durée : 25 minutes environ
- Date de première diffusion : 6 juillet 2023

## Distinctions
En avril 2024, Mark Lorei (création et réalisation), Charlotte Krafft (scénario), Cécil Joyce Röski (scénario), Lotte Ruf (production) et Milena Straube (interprétation) ont reçu le prix spécial Grimme, pour une « combinaison expérimentale de l'histoire, de la pop et de la politique ».